# Johann Friedrich Bauder

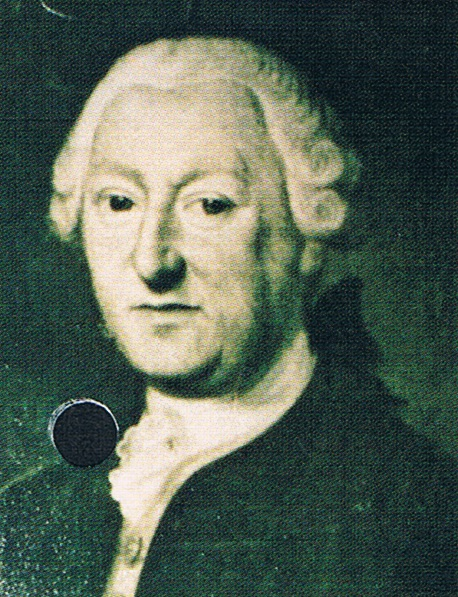
Johann Friedrich Bauder

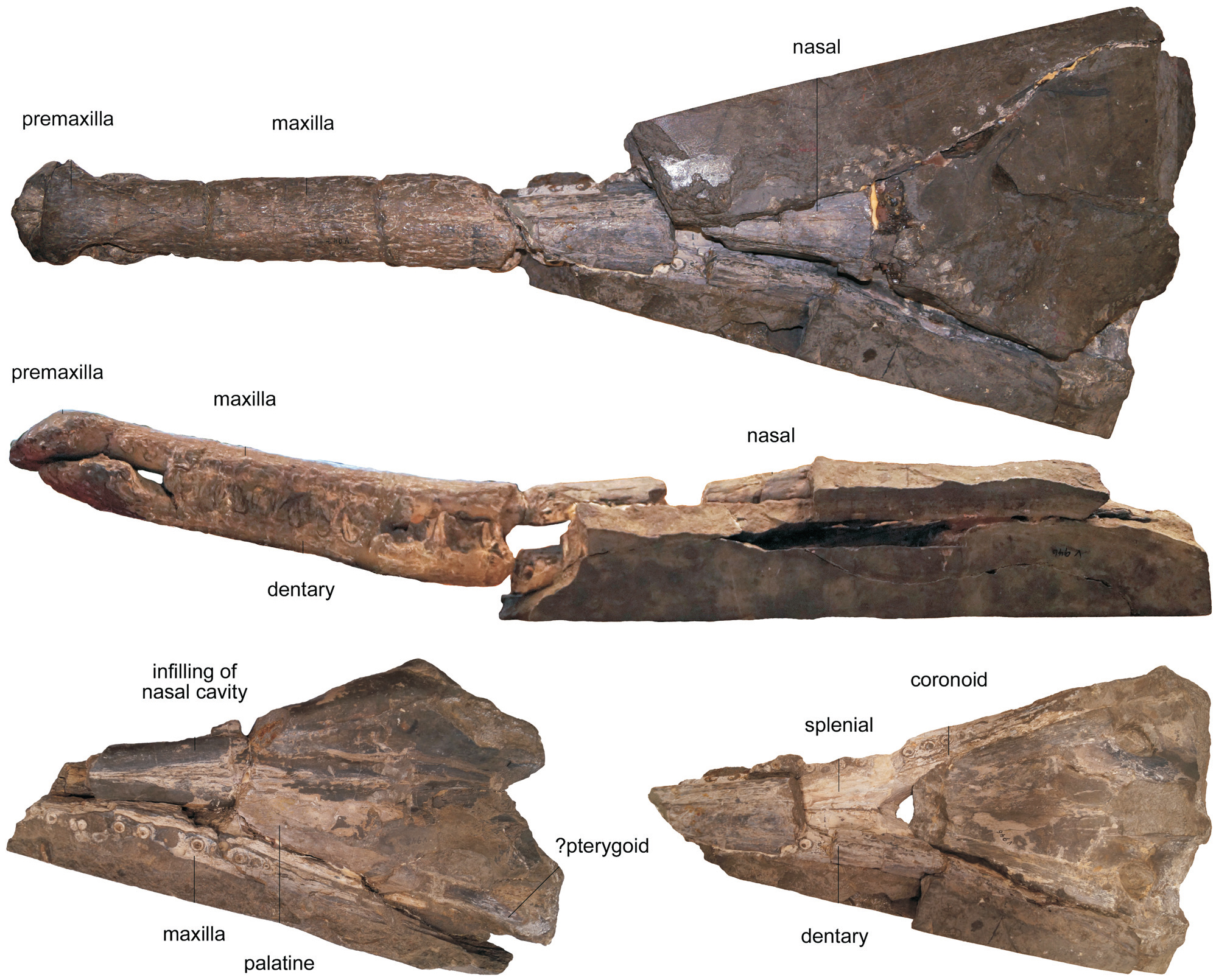
Der von Bauder gefundene Schädel eines Mystriosaurus

Johann Friedrich Bauder (* 8. Januar 1713 in Hersbruck; † 31. Mai 1791 in Altdorf bei Nürnberg) war Händler, Bürgermeister der Stadt Altdorf und Entdecker des dortigen Marmors.

## Leben
Johann Friedrich Bauder war der Sohn des Bürgermeisters und Ratkämmerers Konrad Bauder. In seiner Geburtsstadt Hersbruck lernte er das Handwerk eines Lebküchners. Wie es damals für einen Gesellen üblich war, ging er auf Wanderschaft. Diese führte ihn durch Bayern, Österreich, Mähren, Schlesien, Brandenburg und Sachsen.
1734 ließ er sich in Altdorf nieder, wo er den Rest seines Lebens verbrachte. Im selben Jahr heiratete er dort Anna Maria Schmidt, die Tochter des Stadtrats Johannes Schmidt. Zunächst betrieb Bauder in Altdorf erfolgreich einen Eisenhandel, 1748 auch einen Weinhandel. Schließlich kam auch noch der Hopfenhandel hinzu. Sein größter Erfolg war die Entdeckung von Marmor in der Gegend von Altdorf und dessen Abbau. Auch als Händler von Fossilien machte er sich einen Namen. 1748 wurde Bauder in den Stadtrat gewählt und 1770 zum Älteren Bürgermeister Altdorfs. Mit der Hopfenkultur setzte er sich intensiv auseinander und sorgte mit seinen Errungenschaften für eine bis dato nicht dagewesene Blüte des Hopfenanbaus in der Umgebung von Altdorf. Wegen seiner 1776 erschienenen Schrift Kurze Abhandlung von der besten Art den Hopfen zu erbauen verlieh ihm der Kurfürst von Bayern Maximilian Joseph den Titel eines kurbayerischen Kommerzienrats. Die „Gesellschaft zu Burghausen“, der er seine Abhandlung widmete, ernannte ihn zum Mitglied. 1776 legte Bauder sein Bürgermeisteramt nieder, um sich gänzlich auf seine anderen Geschäfte zu konzentrieren. Am 31. Mai 1791 starb Johann Friedrich Bauder. Beigesetzt wurde er in der Grufthalle des kirchlichen Friedhofs in Altdorf, neben seiner Frau und deren Eltern. Seine Enkelin Katharina Sabine (28. April 1784 in Altdorf bei Nürnberg; † 27. März 1862 in Erlangen) war mit dem Erlanger Theologen und Hochschullehrer Leonhard Johann Bertholdt (1774–1822) verheiratet; die Tochter Anna Maria, die mit dem Kaufmann Karl Friedrich Baureis verheiratet war, führte nach seinem Tod den Marmorhandel fort. Sie konnte diesen aber nicht lange erhalten, da das Geschäft zu dieser Zeit nicht mehr rentabel genug war.
Sein Sohn war der spätere Geheime Regierungsrat Johann Friedrich Bauder.

## Altdorfer Marmor

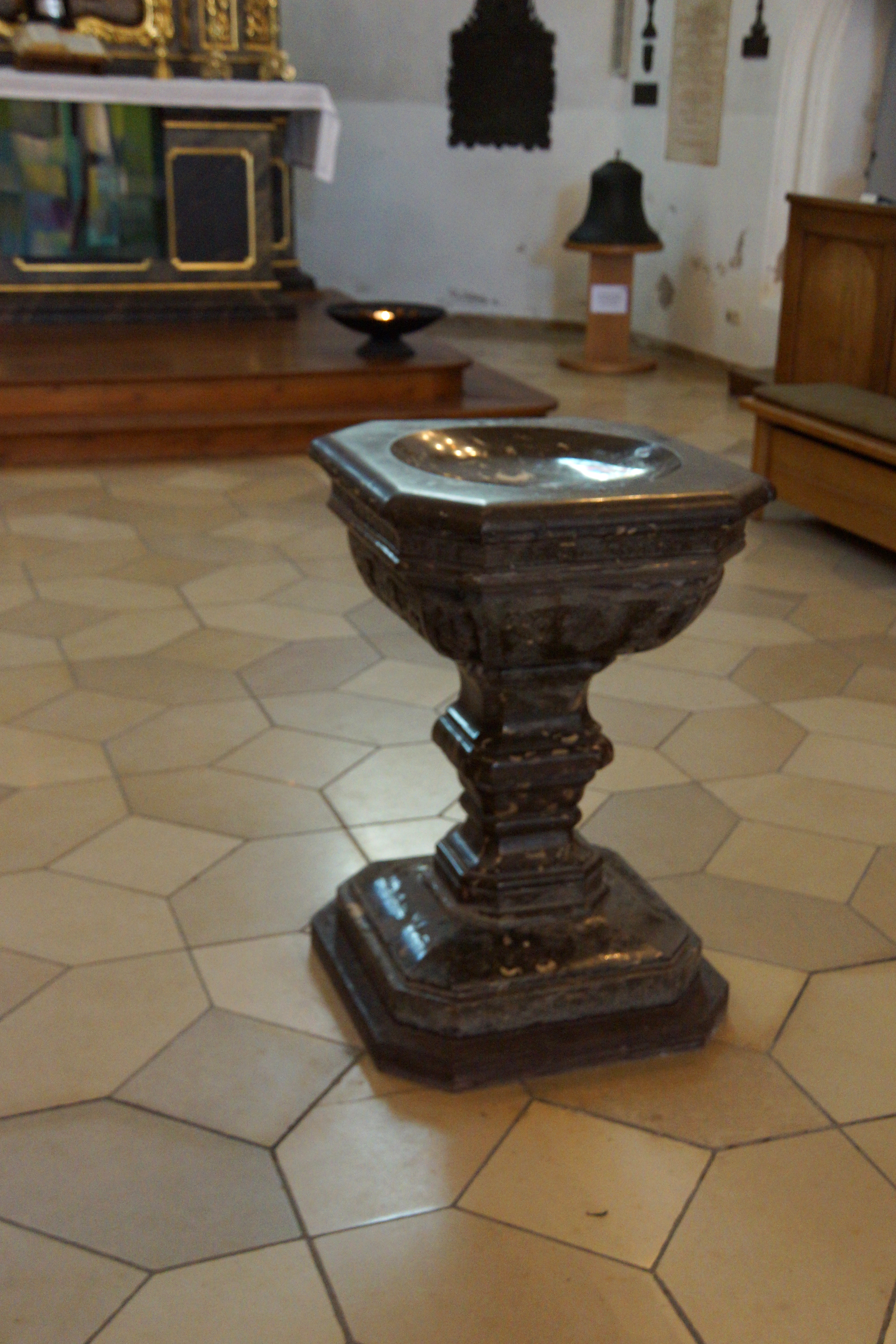
Taufbecken in der Laurentiuskirche

Der Anfang des „Altdorfer Marmors“, später auch nach seinem Entdecker „Bauderscher Marmor“ genannt, geht auf das Jahr 1740 zurück. Zu dieser Zeit sah Bauder erstmals den speziellen Marmor, der durch seine besondere Farbe und vor allem durch versteinerte Meerestiere wie Ammoniten auffiel. Dieses Gestein, das „hin und her im Felde […] zu finden“ war, wurde zum Bau von Bauernhäusern verwendet, denn „Risse und Sprünge […] machten den Stein untauglich, und nur zum Vermauern brauchbar“. Nachdem Bauder einige Nachforschungen angestellt hatte, erfuhr er, dass an der Schwarzach Marmor in besserem Zustand vorhanden war und erwarb deshalb ein Stück Land bei Oberölsbach von einem Bauern. Dort begann er mit dem Abbau, musste diesen aber kurz darauf wieder einstellen, weil ihm die Regierung von Amberg ein Verbot erteilte.
Daher suchte Bauder in den Gebieten um Nürnberg und wurde „in tiefen Gräben zwischen Hagenhausen, Gnadenberg und Altdorf“ fündig. Er bezeichnete sich selbst als Entdecker dieses „Ammoniten und Belemniten Marmors“, obwohl Johann Jakob Baier bereits zuvor in seiner Oryctographia Norica von 1708 das Vorhandensein von Marmor in diesem Gebiet erwähnt hatte. Bauder war aber der erste, der den Schwarzen Jura dort abbaute, verarbeitete und schließlich verkaufte. Dies geschah beispielsweise in Form von Möbeln, Taufsteinen oder Tabakdosen. Der Altdorfer Marmor war zu Bauders Zeiten beliebt und begehrt, auch beim Adel, so findet man ihn zum Beispiel im Rokoko-Schloss von Tettnang.
Der Fund eines versteinerten „Krokodilschädels“ in der Zeit zwischen 1773 und 1775 durch Bauder erregte die Aufmerksamkeit des naturwissenschaftlich interessierten Johann Wolfgang von Goethe. Er wollte diesen Schädel erwerben. Ihm kam aber sein Freund Johann Heinrich Merck zuvor. Dieser kaufte den Schädel 1783 für 200 Louisdor, das entspricht etwa 3000 Euro. Der Freundschaft der beiden schadete das Zuvorkommen Mercks nicht. Heute wird der Schädel der Gattung Mystriosaurus zugerechnet.
1819 erwarb Goethe während der Heimreise nach Weimar eine fürstliche Platte aus Altdorfer Marmor. Die Tafel, die inzwischen in sieben Teile zerbrochen ist, wird heute, zusammen mit weiteren kleineren Tafeln, die Goethe später erworben hatte, im Pavillon von Goethes Hausgarten am Frauenplan in Weimar aufbewahrt.
Heute erinnern im Erdgeschoss des Kultur-Rathauses in Altdorf eine große polierte Platte aus Altdorfer Marmor sowie eine Informationstafel an das Leben und Wirken Bauders. Diese hingen bis Mitte der 2010er-Jahre in der heutigen Sparkassenfiliale, auf deren Grund Bauder 1753 einen steinverarbeitenden Betrieb gegründet hatte. Im Altarraum der Laurentiuskirche steht ein Taufbecken aus Altdorfer Marmor, das Bauder der Kirche 1754 gestiftet hatte.

## Veröffentlichungen (Auswahl)
- Kurze doch eigentliche Beschreibung eines bey Altdorf im Nürnbergischen neuerlich gefundnen kostbahrn und noch nie gesehenen Ammoniten und Belemniten Marmors. 1754 (Digitalisat).
- Nachricht von denen seit einigen Jahren daselbst von ihm entdeckten versteinten Cörpern. Jena, 1772 (Digitalisat).
- Relation des fossiles découverts depuis quelques années dans les environs d'Altdorf. Altdorf, 1772 (Digitalisat).
- Kurze Abhandlung von der besten Art den Hopfen zu erbauen. Altdorf, 1777 (Digitalisat).